# Kotel
Kotel je večja kovinska posoda za kuhanje. Po navadi se uporablja nad odprtim ognjem, pri čemer je kotel pritrjen oz. stoji na tronožnem nosilu.